# كلب غينيا الجديدة المغني
كلب غينيا الجديدة المُغني أو كلب مرتفعات غينيا الجديدة  هي سلالة قديمة من الكلاب النادرة والأصلية حيث ترجع أصوله إلى مرتفعات غينيا الجديدة في ذات الجزيرة. يُلاحظ على الكلب لغة اتصاله الفريدة. بمجرد اعتباره نوعًا منفصلاً في حد ذاته، تحت اسم كانيس هالسترومي ، فإنه يرتبط ارتباطًا وثيقًا بالدنغو الأسترالي، ويتمتع بسمعة طيبة في نطقه الفريد.
لا يُعرف سوى القليل عن كلاب الغناء في غينيا الجديدة، وحتى عام 2016، لم يكن هناك سوى صورتان للمشاهد البرية: إحداهما التقطت في عام 1989 ونشرها عالم الثدييات الأسترالي تيم فلانيري،  والآخر تم التقاطه في أغسطس 2012 بواسطة دليل المغامرة البرية توم هيويت في منطقة جبال النجوم في بابوا الغربية، إندونيسيا.
في عام 2016، أعلنت مؤسسة غينيا الجديدة هايلاند وايلد دوج لوسائل الإعلام أنها وجامعة بابوا قد حددت وصورت مجموعة من خمسة عشر «كلابًا برية في المرتفعات». ولم تجد مراجعة الإنتاج الفكري دليلاً قاطعًا على أن الأعضاء المكُتشفين لكلاب غينيا الجديدة كانت حيوانات برية، بل نشأوا بالتربية في القرى مع الكلاب الأليفة.

## التصنيف
في عام 1999، أشارت دراسة للحمض النووي للميتوكوندريا إلى أن الكلب المنزلي ربما يكون قد نشأ من مجموعات مُتعددة من الذئاب الرمادية، حيث تطورت «سلالات» الدنغو وكلاب غينيا الجديدة الغنائية في وقت كان السكان فيه أكثر انعزالًا عن بعضهم البعض. في الطبعة الثالثة من Mammal Species of the World التي نُشرت في عام 2005، أدرج عالم الثدييات كريستوفر وزنكرافت ضمن سلالات الذئب البرية، واقترح نوعين فرعيين إضافيين. وقد لاحظ علماء الثدييات الآخرون تضمين المألوف والدنغو تحت كواد «الكلاب المنزلية». هذا التصنيف من قبل وزنكرافت هو محل نقاش بين علماء الحيوان.
تمت مناقشة الوضع التصنيفي للكلب المغني في غينيا الجديدة، مع مقترحات تشمل معالجته ضمن مفهوم الأنواع (نطاق التباين) للكلب المحلي المألوف، عندما أُعتبر نوعًا فرعيًا من الذئب. في عام 2019، اعتبرت ورشة عمل استضافته الاتحاد الدولي لحفظ الطبيعة / SSC Canid Specialist Group أن كلب غينيا الجديدة المُغني والدنغو من الكلاب الوحشية المألوفة، وبالتالي لا ينبغي تقييمها في القائمة الحمراء للاتحاد الدولي لحفظ الطبيعة.

## الوصف

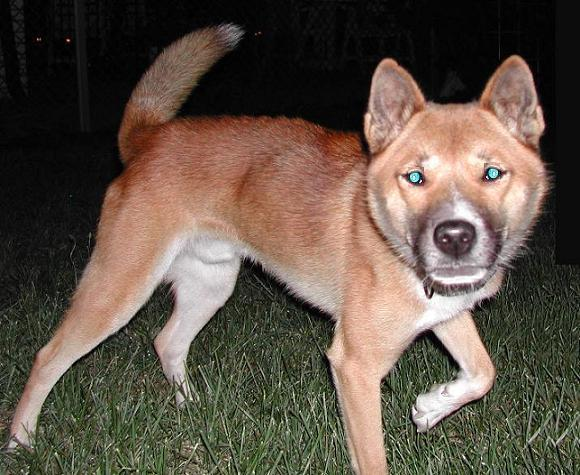
صورة ليلية لكلب الغناء في غينيا الجديدة

يصف عالم الثدييات الأسترالي تيم فلانيري في كتابه «ثدييات غينيا الجديدة» «كلب غينيا الجديدة البري» بأنه يشبه الدنغو، ولكنه أصغر فقط. يتم تدجين معظم هذه الكلاب في غينيا الجديدة بأعداد كبيرة يتم الاحتفاظ بها من قبل الأرامل والعازبين، مع احتفاظ الصيادين باثنين على الأقل لمساعدتهم في الصيد. هذه الكلاب لا تنبح، إنما صوت عواءها خارق وغير عادي، مما أدى إلى اسمها البديل «كلب غينيا الجديدة المُغني». نشر فلانيري في كتابه صورة لكلب أسود وتان في منطقة تلفومين. كتب أن هذه الكلاب تعيش مع السكان الأصليين في الجبال، وأن هناك مجموعات متوحشة تعيش في الأراضي العشبية في جبال ستار وسلسلة وارتون.
بالمقارنة مع الأشكال الأخرى من الكلاب، يوصف الكلب الغنائي في غينيا الجديدة بأنه قصير الأرجل وعريض الرأس نسبيًا. يبلغ متوسط ارتفاع كتف هذه الكلاب 31-46 سم (12-18 بوصة) ويزن 9-14 كجم (20-31 رطلاً). ليس لديهم مخالب الندى الخلفية.
الأطراف والعمود الفقري للكلب المغني في غينيا الجديدة مرنان للغاية ويمكنهما فرد أرجلهما جانبًا إلى 90 درجة، مقارنةً بـ لوندهوند النرويجي. يمكنهم أيضًا تدوير أقدامهم الأمامية والخلفية أكثر من الكلاب الأليفة، مما يمكنهم من تسلق الأشجار ذات اللحاء الكثيف أو الأغصان التي يمكن الوصول إليها من الأرض؛ ومع ذلك، فإن مهاراتهم في التسلق لا تصل إلى نفس مستوى مهارات الثعلب الرمادي، وترتبط ارتباطًا وثيقًا بمهارات القط.
العيون، التي تكون عاكسة للغاية، مثلثة الشكل (أو على شكل لوز) وتميل إلى الأعلى من الزوايا الداخلية إلى الخارجية مع حواف داكنة للعين يتراوح لون العين من العنبر الداكن إلى البني الداكن. تظهر عيونهم وهجًا أخضرًا ساطعًا عند تسليط الضوء عليهم في ظروف الإضاءة المنخفضة. هناك سمتان يعتقد الباحثون أنهما تسمحان لكلاب غينيا الجديدة المغنية برؤيتها بشكل أكثر وضوحًا في الإضاءة المنخفضة. أحدهما تفتح على نطاق أوسع وتسمح بدخول ضوء أكثر من أنواع الكلاب الأخرى. والآخر هو أنهم يمتلكون تركيزًا أعلى من الخلايا في بساط الشفاف.
كلاب غينيا الجديدة المغنية لها آذان منتصبة ومدببة ومبطنة بالفراء. كما هو الحال مع الكلاب البرية الأخرى، فإن الأذنين «ترفرف»، أو تتقدم، والتي يُشتبه في أنها ميزة بقاء مهمة للنموذج. يمكن تدوير الأذنين مثل جهاز استقبال اتجاهي لالتقاط الأصوات الخافتة. ذيولها كثيفة، وطويلة بما يكفي للوصول إلى العرقوب، وخالية من مكامن الخلل، ولها طرف أبيض.
تولد الجراء بقشرة بنية داكنة بلون الشوكولاتة مع بقع ذهبية ومسحات حمراء، والتي تتحول إلى اللون البني الفاتح في عمر ستة أسابيع. يحدث تلوين البالغين حوالي أربعة أشهر من العمر. بالنسبة للكلاب البالغة، تم الإبلاغ عن الألوان البني والأسود والبني، وكلها بنقاط بيضاء. جوانب العنق وخطوط المنطقة خلف لوح الكتف ذهبية. يتم توزيع شعر الحارس الأسود والداكن بشكل خفيف بشكل عام على شعر العمود الفقري، مع التركيز على الجزء الخلفي من الأذنين وسطح الذيل فوق الطرف الأبيض. يكون الكمامة دائمًا سوداء على الكلاب الصغيرة. بشكل عام، تحتوي جميع الألوان على علامات بيضاء أسفل الذقن وعلى الكفوف والصدر وطرف الذيل. حوالي الثلث لديهم أيضًا علامات بيضاء على الكمامة والوجه والرقبة. في سن السابعة، يبدأ الكمامة السوداء بالتحول إلى اللون الرمادي.

## السلوك

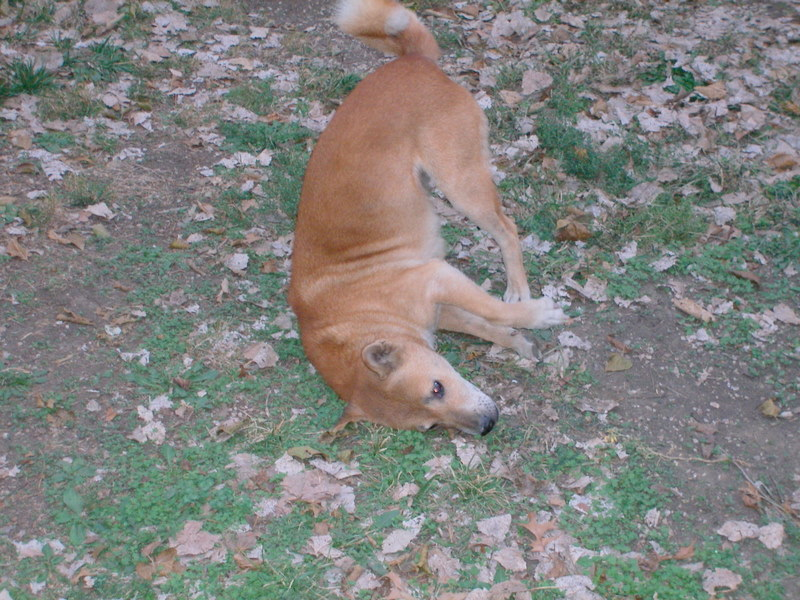
كلب غينيا الجديدة المُغني يتدحرج

كانت جميع المشاهدات في البرية لكلاب أو أزواج مفردة، لذلك يمكن الاستدلال على أن كلاب غينيا الجديدة الغنائية لا تشكل مجموعة دائمة. وصفها تقرير تيم فلانيري القصير لعام 1989 عن الكلاب في جبال بابوا غينيا الجديدة بأنها «خجولة بشكل غير عادي» و «حاذقة بشكل غير طبيعي تقريبًا». وفقًا لروبرت بينو (1996)، تستخدم هذه الكلاب أماكن الراحة الخاصة بها فقط تحت الجذور والحواف في غينيا الجديدة بشكل متقطع. ظن بينو أن هذه الكلاب عالية الحركة وتتغذى وحدها وخلص إلى أنها قد تستخدم العديد من أماكن الاختباء في نطاق منزلها.
لوحظت العديد من السلوكيات الفريدة للكلاب غينيا الجديدة المُغنية:
- رمي الرأس
- صرخة الجماع
- تقلصات الجماع

### الأصوات

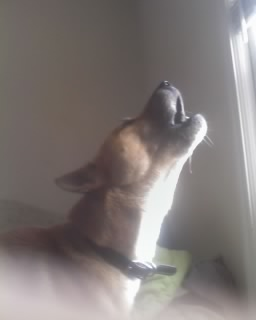
كلاب غينيا الجديدة المغنية لها "أغنية" مميزة!

تم تسمية كلاب الغناء في غينيا الجديدة على اسم عواءها المميز والرخيم، والذي يتميز بزيادة حادة في البداية وترددات عالية جدًا في النهاية. يمكن تمييز عواء هذه الكلاب بوضوح عن عواء الدنغو الأسترالي، ويختلف اختلافًا كبيرًا عن عواء الذئاب الرمادية والقيوط.
يستمر العواء الفردي بمتوسط 3 ثوانٍ، ولكن يمكن أن يستمر لمدة تصل إلى 5 ثوانٍ. في البداية، يرتفع التردد ويستقر لبقية العواء، لكنه يظهر عادةً تغيرات مفاجئة في التردد. يمكن أن تتغير التعديلات بسرعة كل 300-500 مللي ثانية أو كل ثانية. يمكن تمييز خمس إلى ثماني إيحاءات بشكل عام في التحليل الطيفي للعويل.
أحيانًا تعوي الكلاب غينيا الجديدة معًا، وهو ما يشار إليه عادةً باسم عواء الجوقة. أثناء عواء الجوقة، يبدأ كلب واحد وينضم آخرون بعد ذلك بوقت قصير. في معظم الحالات، يكون عواء الجوقة متزامنًا جيدًا، وتنتهي عواء المجموعة في وقت واحد تقريبًا. العواء التلقائي هو الأكثر شيوعًا خلال ساعات الصباح والمساء. ينبعث صوت زغبي، ذات طابع «يشبه الطيور» بشكل واضح، أثناء الإثارة العالية. إنها إشارة نبضية عالية التردد يشير مظهرها الطيفي إلى مصدر مستمر يتم قطعه بشكل دوري، وقد يستمر لمدة تصل إلى 800 مللي ثانية. وهذا الصوت غير معروف بأي صوت آخر ؛ ومع ذلك، تم وصف صوت مماثل (بتردد أقل) لكلب الدول في حديقة حيوان موسكو. عندما يتم الاحتفاظ بها مع الكلاب التي تنبح، قد تحاكي الكلاب الغنائية في غينيا الجديدة الكلاب الأخرى.

### التكاثر
يتكاثرالكلب المغني في غينيا الجديدة سنوياً وموسمياً، وإذا لم يتم حمله فسيحصل على شبق ثانٍ في غضون أسابيع قليلة بعد نهاية الأول. في بعض الأحيان سيكون لديهم ثالث. غالبًا ما يشارك الذكور في الأسر في تربية الجراء ، بما في ذلك قلس الطعام. كلاب غينيا الجديدة المغنية تحمي صغارها وستهاجم بشدة نظيرها الذكر إذا اشتبهت في أنه يشكل خطرًا على الجراء. خلال موسم التكاثر الأول بعد ولادتها ، خاصةً إذا كان هناك رفيق محتمل ، غالبًا ما تتعرض الجراء لهجوم عنيف من قبل الوالد من نفس الجنس.

### النظام الغذائي
تشير التقارير الواردة من مصادر محلية في بابوا غينيا الجديدة من السبعينيات ومنتصف التسعينيات إلى أن كلاب غينيا الجديدة المغنية - مثل الكلاب البرية الموجودة في غينيا الجديدة، سواء كانت كلابًا غنائية أو هجينة - تتغذى على الجرابيات الصغيرة والمتوسطة الحجم والقوارض والطيور والفواكه. ذكر روبرت بينو أن فريستهم تتكون من الكسكوز والولاب وربما طيور الكازوار القزم. لا تتطلب كلاب غينيا الجديدة المغنية في الأسر نظامًا غذائيًا متخصصًا، ولكن يبدو أنها تزدهر في الأنظمة الغذائية للحوم النيئة الخالية من الدهون بناءً على الدواجن أو لحم البقر أو الأيائل أو الغزلان أو البيسون.
يذكر السكان الأصليون الذين تمت مقابلتهم في المرتفعات أن هذه الكلاب تسرق وتقتل عقبان بابوا.

## الحالة والتوزيع
يتكون موطن كلاب غينيا الجديدة المغنية من الجبال والمناطق الجبلية المستنقعية في بابوا غينيا الجديدة على ارتفاع 2500 إلى 4700 متر. مناطق الغطاء النباتي الرئيسية هي الغابات المختلطة والغابات الزان والطحالب والغابات الصنوبرية شبه الألبية والمراعي الألبية. استنادًا إلى الأدلة الأثرية والإثنوغرافية والظرفية، يمكن افتراض أن كلاب غينيا الجديدة المغنية قد تم توزيعها مرة واحدة في جميع أنحاء غينيا الجديدة ثم اقتصرت لاحقًا على الجبال العليا. نظرًا لعدم وجود مشاهدات تم التحقق منها لهذه الكلاب في بابوا غينيا الجديدة منذ السبعينيات حتى صورة 2012 في أغسطس في البرية، يبدو أن هذه الكلاب نادرة الآن.

## العلاقة مع البشر

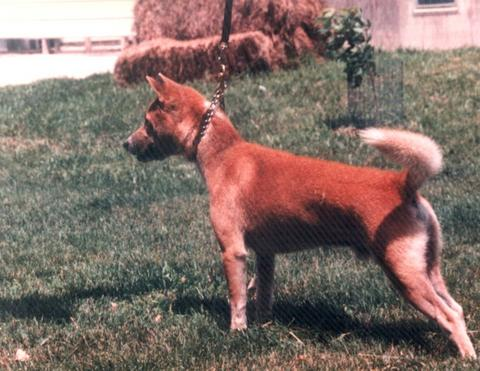
يتم تدريب كلب الغناء على مسابقة عرض للسلالات النادرة.

وفقًا لتقارير من أواخر الخمسينيات ومنتصف السبعينيات، كانت الكلاب البرية التي يُعتقد أنها كلاب غنائية في غينيا الجديدة خجولة وتجنبت الاتصال بالبشر. منذ بداية القرن العشرين، بدأ سكان المرتفعات في الاحتفاظ بالدجاج، وكانت كلاب غينيا الجديدة المغنية تميل إلى الدواجن. لكن السكان الأصليون احتفظوا بالكلاب المنزلية الأخرى و كانت الكلاب أكبر حجمًا، بالإضافة إلى كونها أقل تحديًا للتدريب، لذلك كانت تميل إلى أن تكون ذات قيمة أكبر من كلاب غينيا الجديدة المغنية. قد يستنتج المرء أن العلاقة بين الغينيين الجدد المعاصرين وكلابهم ستعطي معلومات حول كيفية تعاملهم مع الكلاب الغنائية، لكن «كلاب القرية» الحديثة لا تمثل وراثيًا الكلاب المغنية في غينيا الجديدة.

## تدابير الحماية
في الماضي، كان كلب غينيا الجديدة المغني يعتبر «غير جدير» بالدراسة العلمية، حيث كان يُنظر إليه على أنه مجموعة غير مهمة من الكلاب المنزلية الوحشية. ومع ذلك، نظرًا لقيمته المحتملة كمورد لتحديد عملية تطور الكانيد وتدجينه، لا سيما فيما يتعلق بالدينغو، بالإضافة إلى العديد من خصائصه الجينية والسلوكية والإيكولوجية والإنجابية والمورفولوجية الفريدة، فقد تم إجراء أبحاث محدودة. أعلنت وزارة البيئة والحفظ في غينيا الجديدة عن تدابير حماية.
التهجين هو أحد أخطر التهديدات التي تواجه كلب غينيا الجديدة المغني. هناك منظمتان تم تشكيلهما للحفاظ على كلاب غينيا الجديدة المغنية والحفاظ عليها. هما جمعية غينيا الجديدة للحفاظ على الكلاب الغنائية، التي تأسست في عام 1997، والجمعية الدولية، وهي مجموعة للحفظ السلالة الأسيرة والتبني وتعليم الحيوانات الأليفة. وتتخذ هاتان المنظمتان من الولايات المتحدة مقرا لهما.